# 袁大誠
袁大誠（1519年—？），字宗正，號池南，浙江寧波府鄞縣人，匠籍，明朝政治人物。

## 生平
嘉靖十年（1531年）辛卯科浙江鄉試第三十一名舉人。嘉靖三十五年（1556年）中式丙辰科三甲第一百一十二名進士。刑部观政，授福建漳州府推官，三十八年復除德安府，四十一年升南京吏部主事，四十四年升郎中，四十五年升福建佥事。隆慶三年正月考察，以浮躁浅露降调。

## 家族
曾祖袁隆觀；祖父袁溶；父袁琳，贈南京吏部郎中；母夏氏，贈安人。弟思诚（生员）、自诚。